# Schlacht bei Cuito Cuanavale
Die Schlacht von Cuito Cuanavale zu Beginn des Jahres 1988 war der Versuch einer gemischten Kampfgruppe aus Truppenteilen der angolanischen UNITA und Einheiten der südafrikanischen SADF, den kubano-angolanischen Vormarsch auf Südwestafrika (seit 1990 Namibia) und auf die verbleibenden Rückzugsgebiete der UNITA punktuell aufzuhalten. Trotz anfänglicher taktischer Teilerfolge der SADF/UNITA scheiterten die Operationen „Moduler“, „Hooper“ und „Packer“ in ihrer Gesamtheit, da der Vormarsch der FAPLA auf Mavinga und Jamba nicht gestoppt werden konnte. Der Vormarsch auf Calueque weiter westlich konnte durch Südafrika nicht aufgehalten werden; das strategische Ziel, Südafrika zu Friedensverhandlungen zu zwingen, war erreicht.
Die Truppen der FAPLA befehligte General Manuel Hilario dos Santos, die kubanischen Brigadegeneral/Generalmajor Miguel Angel Lorente León.

## Vorgeschichte
Im Rahmen der „Operação Saludando Octubre“ erfolgte die Aufrüstung der FAPLA mit 150 T-55 und T-54B sowie einigen Mi-24 und Mi-8/Mi-17-Hubschraubern.
Diese Operation geriet durch eine zu geringe Beachtung der lokalen Gegebenheiten und das schablonenhafte Übertragen der operativen Grundsätze der Sowjetarmee für den europäischen Kriegsschauplatz durch die sowjetischen Berater der FAPLA zum Desaster. In der Schlacht am Lomba (September/Oktober 1987) gelang es den Südafrikanern, vier angolanische Brigaden (21. und 25. leichte Infanterie-, 47. gepanzerte und 59. mechanisierte) unter der führenden Beratung sowjetischer Militärexperten bei ihrem Vormarsch auf Jamba aufzuhalten. Die Truppen der SADF/UNITA gingen in die Offensive über. Um den weiteren Vormarsch von UNITA und SADF zu stoppen, musste Cuito am Cunene-Übergang gehalten werden. Da nur ein personeller Entsatz ein Desaster für die angolanische Armee aufhalten konnte, entsandte Kuba unilateral und ohne vorherige Information der Sowjetunion Truppen und weitere Waffen nach Angola.

## Beteiligte Truppen

### Angola
Die angolanischen Truppen bestanden aus der 21. und 25. leichten Infanteriebrigade (Kommandeur: OSL Joaquim Soria), der 47. Panzerbrigade und der 59. mot.-Schützenbrigade. Verstärkt wurden diese Truppen durch Einheiten der 13. Brigade (Luftlandetruppen), die deswegen in manchen Quellen als beteiligt erscheint.
Die Brigaden der FAPLA entsprachen Regimentern der sowjetischen Struktur und hatten ein Sollstärke von rund 2000 Mann, die aber nie erreicht wurde.

### Kuba
Kuba entsandte Unterstützungseinheiten aus seiner 50. mot.-Schützendivision, die durch T-62-Einheiten unterstützt wurden und die die strategische Reserve darstellte.

### UNITA
Über die beteiligten UNITA-Truppen gibt es keine verlässlichen Angaben, verschiedene Quellen sprechen vom 3. und 5. regulären, dem 13. leichten und dem 275. Spezialkräftebataillon – die zusammen über 3000 Mann stark gewesen sein sollen.

### Südafrika
Die südafrikanischen Truppen hatten aus der 61 Mechanised Infantry Battalion Group, dem 32. Bataillon und dem 101. Bataillon eine 20. Brigade gebildet. Diese verfügte über drei „Combat Groups“ (A, B, C) in Bataillonsstärke. Die Combatgroups bestanden aus zwei motorisierten oder mechanisierten Infanteriekompanien, einem Panzer- oder Panzerabwehrzug und einem Werferzug. Hinzu kam das 20. Artillerieregiment.

### Andere Truppen
An der gesamten Militäroperation waren Einheiten des militärischen Arms der SWAPO (PLAN) unter Führung von  Peter Mweshihange und ANC-Angehörige, die sich zur militärischen Ausbildung in Angola befanden, beteiligt.

## Verlauf

### 13. Januar 1988

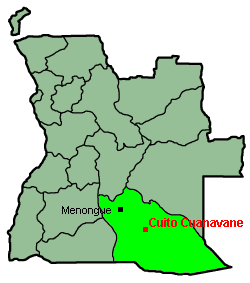
Lage von Cuito Cuanavale in Angola

Bei zwei aufeinanderfolgenden Angriffen kubanischer MiG-21 und MiG-23ML von der Basis Menongue auf die vorrückenden Truppen der Südafrikaner und der UNITA verloren diese sieben Panzer und zahlreiche Mannschaften. Der Angriff der Südafrikaner wurde eingestellt, allerdings war im Gefolge der bewaffneten Aufklärung Stärke und Aufstellung der kubano-angolanischen Truppen ermittelt. Die Südafrikaner zogen sich auf ihre Stellungen einige Kilometer südlich des Cunene zurück. Die Truppen der Zentralregierung bauten Cuito Cuanavale zur Festung aus. Beide Seiten führten Nachschub heran. Es blieb bei gelegentlichen Scharmützeln.

### 17. Januar 1988
Die 59. und die 25. Brigade der FAPLA, die vorgeschobene Positionen am Ostufer des Flusses eingenommen haben, ziehen sich in Richtung Fluss zurück, um den zu verteidigenden Raum zu verkleinern.

### 14. Februar 1988
Am 14. Februar 1988 eröffneten SADF und UNITA einen zweiten Angriff auf die FAPLA-Stellungen in Cuito Cuanavale. Dabei kam ein Olifant-Bataillon (40 Fahrzeuge) sowie G5-Haubitzen als Unterstützung der Infanterie zum Einsatz. Es kann also von einem Angriff in Brigadestärke ausgegangen werden.

### 25. Februar bis 23. März 1988
Die sich verteidigenden angolanischen Regierungstruppen, durch die vorherigen Angriffe geschwächt und noch nicht wieder personell aufgefüllt, hielten allerdings ihre gut ausgebauten Stellungen und die südafrikanische Offensive musste nach Angriffen am 25. Februar, 1. März und einem letzten mehrtägigen Angriff mit umfangreichem Artillerieeinsatz von beiden Seiten vom 21. März bis zum 23. März 1988 endgültig abgebrochen werden.
Da in der Zwischenzeit der kubanische Entlastungsangriff auf Caleque erfolgreich war, wurden die südafrikanischen Truppen von Cuito Cuanavale dorthin verlegt. Die angolanischen Regierungstruppen hinderte nun nichts mehr an ihrem Vormarsch auf das UNITA-Hauptquartier in Jamba.

## Ausgang
Da Angola und Kuba als strategisches Ziel das Halten der Stadt hatten, während das südafrikanische Ziel deren Einnahme war, kann von einem angolanisch-kubanischen Sieg gesprochen werden, Südafrika und UNITA konnten keinen Geländegewinn verzeichnen.
Allerdings war es ein Pyrrhus-Sieg, da sie große personelle und materielle Verluste erlitten.
Der Sieg der kubano-angolanischen Truppen verdeutlichte Südafrika, dass eine Invasion des Landes seitens der Frontstaaten in den Bereich realistischer Szenarien rückte. Dieses musste um jeden Preis vermieden werden, weil hier wie in Simbabwe zu befürchten war, dass die weiße Minderheit auf Dauer und vollständig von der Macht entfernt würde.
Die politischen Zentren in Washington und Moskau vertraten zu diesem Zeitpunkt die Auffassung, dass eine direkte Konfrontation zwischen den beiden großen Machtblöcken nicht sinnvoll sei, weil die globale Bedeutung des südlichen Afrikas für beide Seiten nicht groß genug gewesen war. Unter Gorbatschow trat die schon länger entwickelte Erkenntnis deutlicher zu Tage, dass die sowjetische Afrikapolitik grundhaft zu überdenken sei. Die Kosten für eine nachhaltige Unterstützung von revolutionären Umstürzen wurde als zu hoch eingeschätzt, weshalb der abweichende innen- und außenpolitische Kurs von mit der Sowjetunion verbündeten Ländern in Afrika zunehmend toleriert wurde. Das mit anderen afrikanischen Konfliktregionen vergleichsweise hohe sowjetische Militärengagement in Angola stellte nur scheinbar einen Widerspruch zu der Afrikapolitik Gorbatschows dar. Moskaus Analysten sahen in dem US-Engagement für die UNITA eine Tendenz zu einer weltweiten roll back policy der USA, in deren Folge die MPLA-Regierung in Luanda hätte gestürzt werden können. Um den Anspruch auf eine gleichwertige globale Militärmacht zu verteidigen, kam es zu einem umfassenden militärischen Beistand der Sowjetunion für die Regierung Angolas.